# 小米Civi
小米Civi（英文：Xiaomi Civi）是小米集团于北京时间2021年9月27日14时在北京发布的一款智能手机，隶属于小米Civi系列，是小米CC系列更名为小米Civi系列后推出的第一款智能手机产品。2022年4月21日，小米发布了其小幅升级机型小米Civi 1S，由于后者除处理器小幅升级之外与前者变化不大，本条目一同介绍。

## 简介
小米Civi是小米集团在推出小米CC9系列机型后，根据市场反馈及消费者调研情况，推出的首款专为以女性用户为主的线下市场人群而研发的智能手机。其正面采用了一块6.55英寸（对角线）的AMOLED曲面屏，机身四周采用了黑色或香槟金色的铝合金中框，背部则采用了特殊蚀刻工艺的磨砂玻璃后盖。基础配置上则采用了高通骁龙778G SoC、LPDDR4X规格的RAM以及UFS2.2协议的闪存存储；小米Civi 1S则在小米Civi的硬件基础上，将原有的SoC由骁龙778G升级为骁龙778G+，其他则相比小米Civi无明显变化。

## 硬件

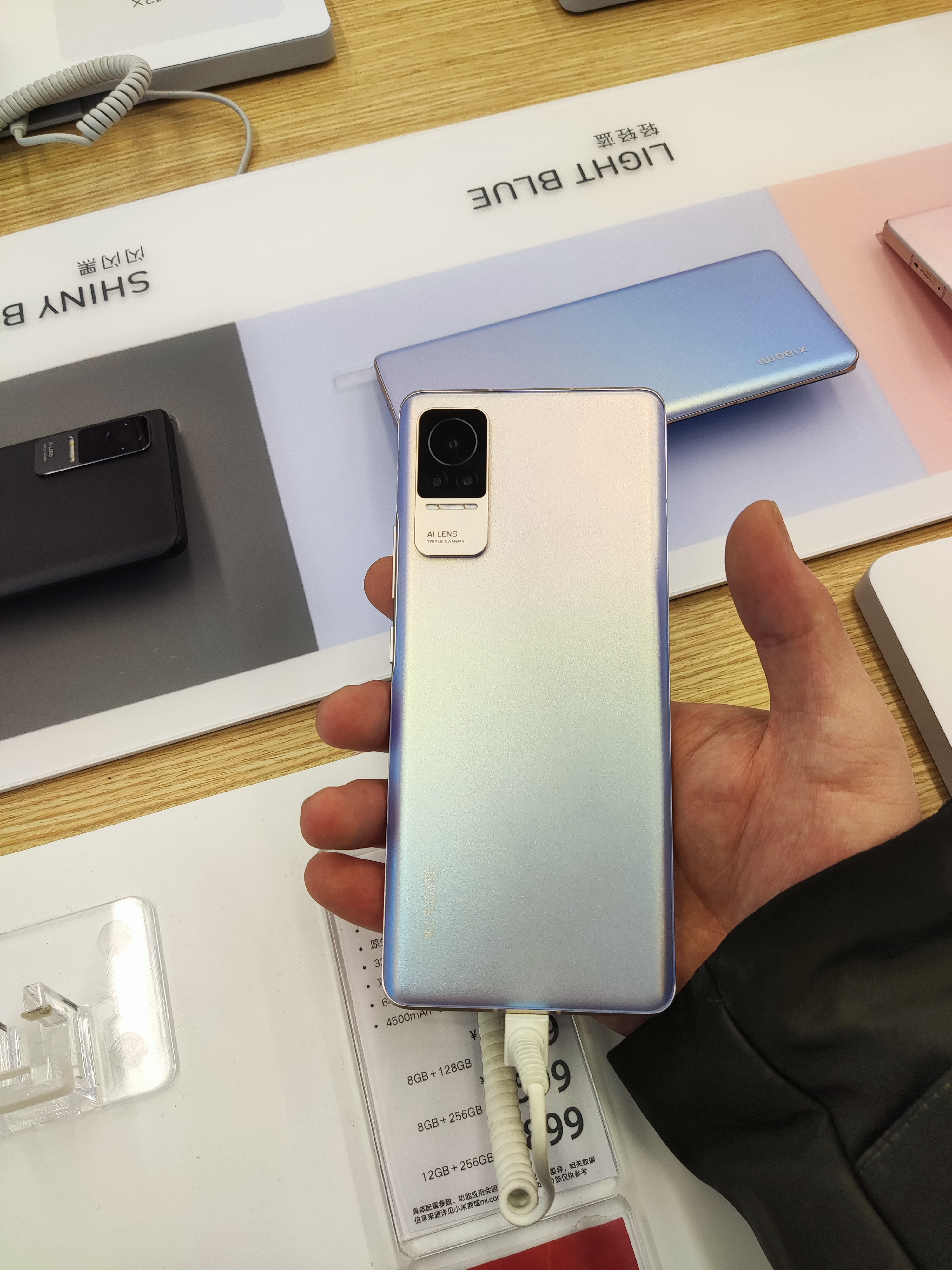
小米Civi的机身背部

### 外观
小米Civi正面为一块曲面AMOLED屏幕，非隐藏式屏下相机位于屏幕顶部中央，在屏幕亮起后摄像头区域不可显示内容。其机身宽度为71.5毫米，相较之前发布的小米11青春版缩窄了4.22毫米，整体较为修长。机身中框采用了轻质铝合金，并进行了电镀抛光处理，其机身四周各有两处信号溢出条带，以保证射频信号的收发。中框上方从左至右依次为副扬声器出音孔、降噪麦克风拾音孔以及红外发射窗口，右侧从上至下分别为音量调节键及电源键，下部从左至右依次为SIM卡托架及弹出插孔、USB Type-C数据接口、主麦克风拾音孔以及主扬声器出音孔，左侧则不设有任何开孔。边框在控制按键附近变宽，向后盖区域稍作侵入，以保证按键区域的牢靠度。整机重量为166g，仅较小米11青春版略重。
小米Civi背面主体为一块经特殊AG工艺处理的玻璃，可由光线的不断变换而呈现不同颜色。粉色款（怦怦粉）则参考了布偶猫等宠物毛发的形态，模拟出近似的纹理。背面左上角为一纵向排列的摄像镜组区域，大致呈圆角矩形，被不同材质分割为上下两个区域。其中上部为三枚摄像头，主摄靠上居中，广角及微距传感器居下，与主摄呈等腰三角形排列。主摄外另有一亮色圆环，与小米旗下其他机型的摄像镜组区域设计语言相似。
小米Civi提供轻轻蓝（香槟金色中框，光致变蓝色玻璃后盖）、闪闪黑（黑色金属中框，掺杂银色亮点的黑色玻璃后盖）以及怦怦粉（香槟金色金属中框，带有羽毛状光学纹理的粉色玻璃后盖）三款外观配色；小米Civi 1S则在上述三款配色的基础上增加了白色机身版本，配色命名为“奇迹阳光”，这款配色的机身中框同样使用蓝、粉两款配色所采用的香槟金色铝合金材质。

### 屏幕
小米Civi搭载了一块6.55英寸的柔性AMOLED曲面屏，由华星光电提供。分辨率为1080P级别，支持120Hz的刷新率、240Hz的触控采样率以及HDR10+。屏幕最高局部亮度可达950nit，并覆有康宁第五代大猩猩玻璃。

### 芯片及存储
小米Civi采用美国高通公司研发的骁龙778G单芯片系统，由台积电为小米供应。骁龙778G采用与骁龙780G相同的Kryo 670 CPU架构，6nm EUV工艺制程，由4颗2.4GHz主频的大核心和4颗1.8GHz的小核心构成，芯片内集成Adreno 642L图形处理器，最高频率为550MHz。此外，小米Civi支持两张5G SIM卡同时在5G网络下驻网待机。
小米Civi 1S采用的骁龙778G+单芯片系统则在骁龙778G的基础上提升了CPU主频以及图形处理计算频率，其中CPU主频由前者的最高2.4GHz提升至2.5GHz，图形处理计算频率则由前者的550MHz提升至608MHz，单芯片系统内其他模块的性能则基本一致。
存储方面，小米Civi提供了8GB或12GB的LPDDR4x规格的RAM可供选择，机身存储则有128GB和256GB两种容量的UFS2.2协议闪存可供选择。为节省主板空间，小米Civi采用了海力士生产的uMCP方案，将RAM芯片与ROM芯片合二为一共同封装。

### 其他功能
充电方面，小米Civi支持最高55W功率的有线充电（11V 5A MAX），但与小米11系列相同，小米Civi的充电器与数据线和手机分开包装，消费者在下单时可选择是否需要附带充电器，售价则不受影响。
音响系统方面，小米Civi采用了非对称式的立体声扬声器，与小米11系列相同，顶部声音的响度较底部声音略小。此外，曾在小米CC系列中保留的3.5mm音频输出输入接口并未在小米Civi上搭载，3.5mm标准接头只能通过转换线，使用USB Type-C接口进行转换。
近距离通信方面，小米Civi支持蓝牙5.2、多功能NFC以及红外遥控功能，可使用遥控类APP对支持红外控制的电器设备进行控制。

## 软件
小米Civi出厂搭载基于Android 11的MIUI 12.5操作系统，可通过系统更新升级至后续版本；小米Civi 1S则出厂搭载基于Android 12的MIUI 13操作系统，同样支持系统内升级至后续版本。

## 售价
小米Civi提供8GB RAM/128GB ROM、8GB RAM/256GB ROM、12GB RAM/256GB ROM三种存储组合可选，售价分别为2599、2899以及3199元人民币。小米Civi 1S同样提供上述三款存储组合版本，售价则分别为2299元、2599元和2899元人民币。